# Полторацкий округ
Полторацкий округ — единица административного деления Туркменской ССР, существовавшая с декабря 1924 по август 1926 года. Административный центр — город Полторацк.
Образован в 1924 году путём объединения Красноводского и Полторацкого уездов.
Изначально делился на 2 уезда: Красноводский и Полторацкий.
В январе 1925 вместо уездов было образовано 5 районов: Гинцбургский, Казанджикский, Кизыл-Арватский, Красноводский, Полторацкий. В мае 1925 образован Атрекский район.
В январе 1926 образованы Кара-Калинский и Бахарденский районы. Полторацкий район переименован в Безмеинский.
В августе 1926 округ был упразднён, а его районы переданы в прямое подчинение Туркменской ССР.
По данным переписи 1926 года численность населения составляла 264,4 тыс. чел. В том числе туркмены — 73,2 %; русские — 15,8 %; армяне — 3,1 %; персы — 1,6 %; украинцы — 1,2 %; азербайджанцы — 1,1 %.